# 부산광역시의 교통
부산광역시의 교통은 대한민국에서 두 번째로 큰 해양 도시라는 점과 지리적으로 산과 바다를 접하고 있는 곳이라는 점, 관광이 발달한 도시라는 점 등을 특징으로 다른 지역의 교통과는 다른 독특한 모습을 보이고 있다.(KTX등)

## 개요
부산광역시는 지리적 위치와 도심 구조상 다른 도시와는 다른 형태로 교통이 발달해 있다. 우선 시외교통에 있어서는 바다로 둘러싸인 도시의 위치적 특성에 따라 해상교통이 일찍이 발달했다는 점을 들 수 있으며, 대한민국의 수도 서울이나 다른 대도시와의 거리가 먼 이유로, 혹은 관광산업이 발달한 것을 이유로 항공교통이 발달했다는 점도 특징으로 들 수 있다.
또한 일찍이 철도교통이 발달하여 도시 곳곳에 크고 작은 철도역이 들어서 있다는 점도 특징으로 들 수 있다. 대한민국의 간선철도인 경부선과 동해남부선, 경전선의 시종착역이 모두 위치하며, 도시철도가 개통하기 전까지 부산광역시의 도시 내부의 교통 수요를 처리하기도 했다. 최근에는 KTX 전용선로인 경부고속선이 착공하여 2010년 개통이 되었다.
한편 부산은 도시 곳곳에 산이 돌출해 있어 도심이 평지를 따라 길게 이어져 있다. 따라서 시내교통은 도심을 따라 길게 이어진 모습을 보이며, 산을 둘러서 만들어진 산복도로나 터널이 다른 지역에 비해 많은 것이 특징이다. 이에 도로교통이 무척이나 혼잡한 모습을 보이고 있으므로 인구와 노선 수가 상대적으로 적은 비수도권임에도 불구하고 도시철도의 비중이 높은 것도 그 특징으로 꼽을 수 있다.

## 시내버스

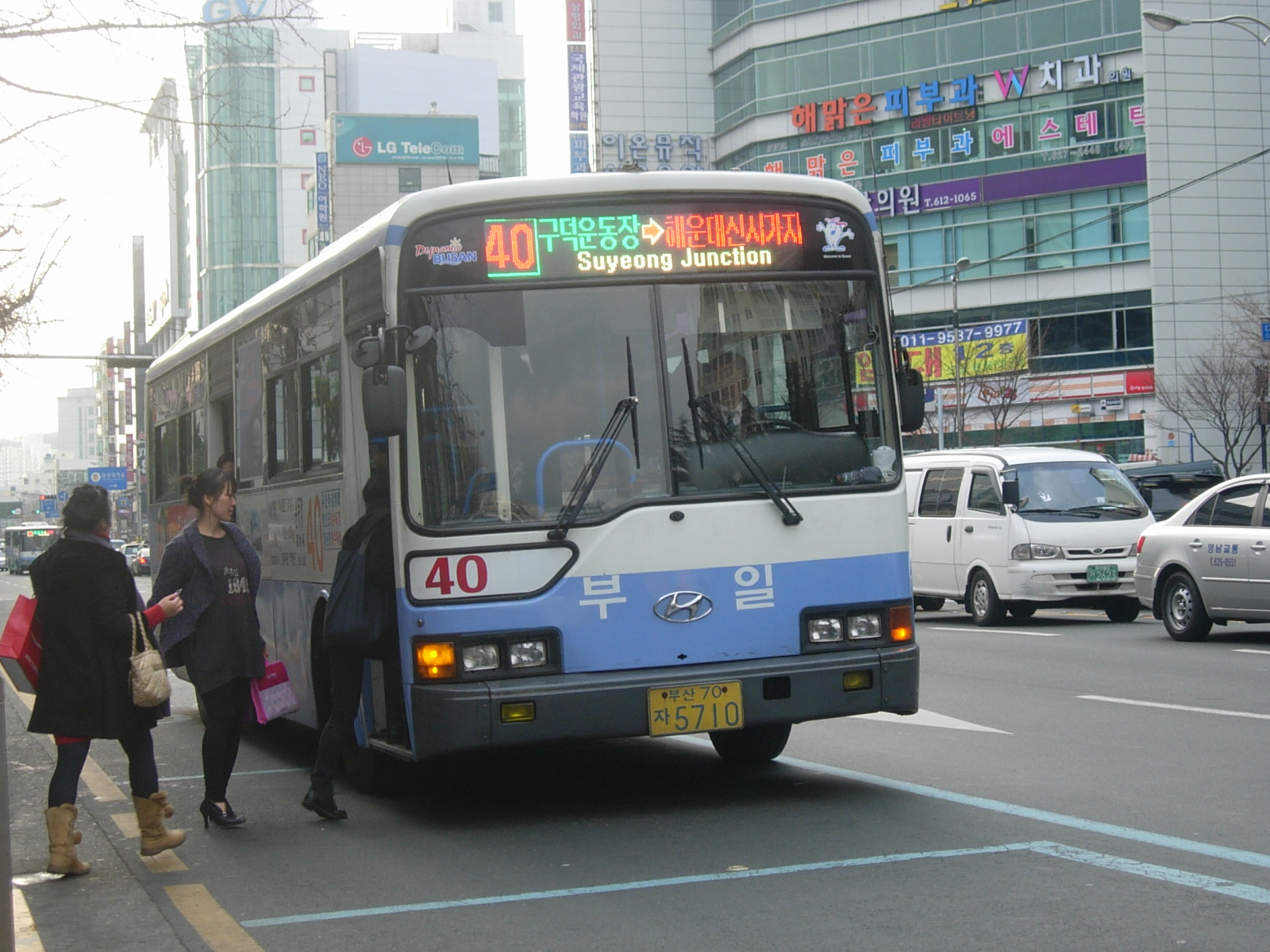
부산시내버스 40번

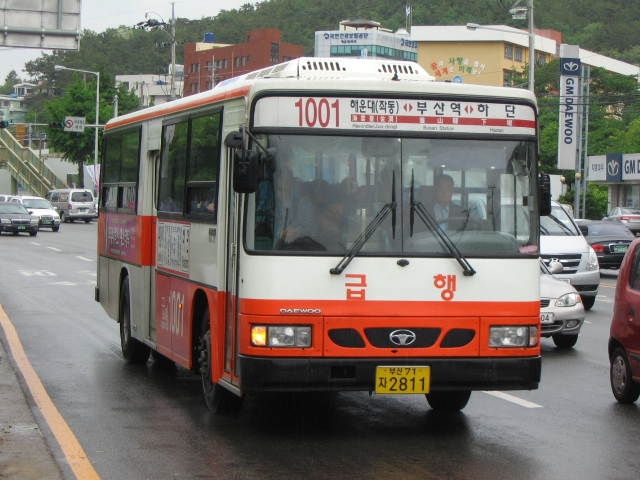
부산시내버스 1001번

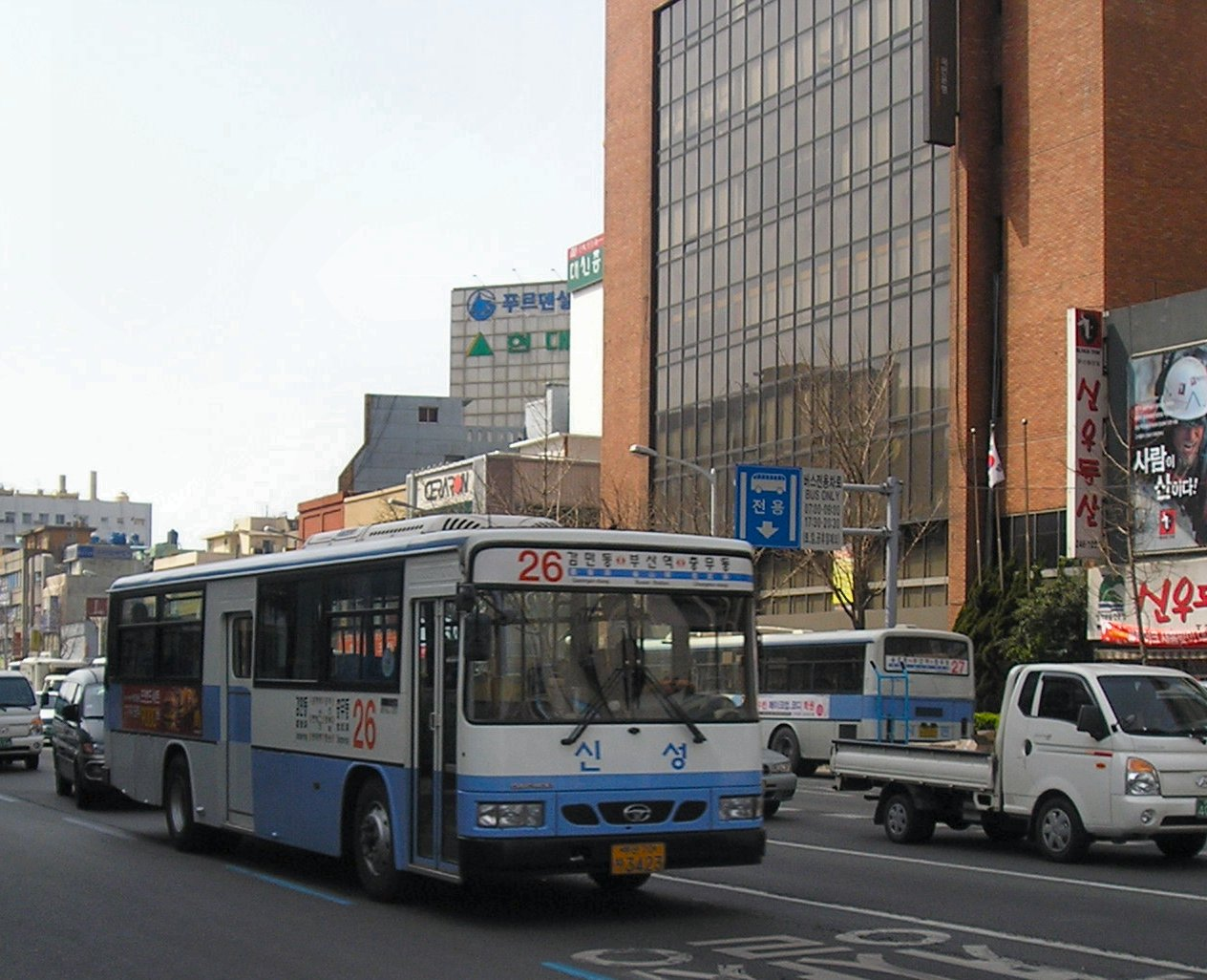
부산시내버스 26번

부산광역시의 시내버스는 역객자 차행운수 업법  주로 부산광역시 일원을 운행하는 시내버스의 체계이다. 지역적으로는 부산광역시를 그 범위로 하고 있지만 일부 울산광역시 울주군과 경상남도 김해시, 거제시, 양산시, 창원시 진해구까지 운행하기도 하나 그 수가 많지 않다. 노선의 운영은 대부분 준공영제로 하고 있으며 34개의 각 운영 업체는 노선을 전담하여 운영하고 있고, 수입금을 시에서 거두어 나눈다. 다만 203번은 한정면허로 운행하고 있어 준공영제에서 제외되어 있으며, 2014년 1월 24일에 개통되는 부산 ↔ 거제 노선도 준공영제에서 제외될 전망이다. 또한 요금제는 종별로 동일한 요금을 부과하는 균일요금제로 운영되고 있으며 시내버스 간 환승일 경우 이용한 버스 종류 중 최고 요금만을 지불하는 무료환승제를 시행하고 있다.
총 34개 업체가 운영되고 있으며 이들 업체는 총 131개 노선을 전담하고 있다. 상용 2,377대, 예비 160대가 운용되고 있다.
보통 시내버스는 일반버스와 급행 ·  좌석버스, 심야버스를 이른다. 각 종류별로 다른 도색이 되어 있으나 심야버스의 경우 일반버스와 급행 ·  좌석버스를 그대로 사용하므로 도색이 기존 노선과 동일하다. 우선 ■ 일반버스는 시내의 주요한 교통 결절점을 연결하는 버스의 종류로, 이동하는 구간의 대부분을 정차하도록 되어 있다. 흰색을 포함한 푸른색의 도색으로 칠해져 있고 일부 구간에는 저상버스가 도입되어 운용중이다.
또한 ■ 급행버스(좌석버스 포함)는 도심과 부도심을 빠르게 연결하는 버스의 종류로, 이동하는 구간의 정류장을 선택적으로 정차한다. 흰색을 포함한 붉은색의 도색으로 칠해져 있고 일반버스에 비해 배차 간격이 조밀한 편이다. 그리고 ■ 심야버스는 밤 10시 이후에 운행되는 버스의 종류이다. 급행버스와 일반버스 일부 노선이 밤 10시 이후에는 심야노선으로 운영되는데, 급행버스의 경우 전 정류장을 정차하고 요금이 급행버스와 일반버스에 비해 높게 부과된다.
이외에도 각 주거지역과 주요 교통 결절점을 연결하는 지선 성격을 가진 마을버스, 김해국제공항과 부산 도심을 잇는 김해공항리무진, 부산 일원을 순환하는 시티투어부산 등이 있다.

#### 김해공항리무진
김해공항리무진은 김해국제공항과 부산 도심지를 빠르게 잇는 버스 중 하나이며 2011년 현재 2개의 노선을 운행중이다. 이용 승객은 적지만 대부분 현대 유니버스 스페이스 럭셔리 차량이 많이 있다. 운영업체는 태영공항리무진이다. 노선은 아래와 같다.
- 김해국제공항 ↔ 서면, 부산진역, 부산역,남포동 ↔ 충무동(서구청)
- 김해국제공항 ↔ 남천동, 벡스코,동백섬(웨스턴조선호텔), 해운대 ↔ 신시가지(장산역)

## 대중교통 환승할인제

교통카드 이용방법

부산광역시의 대중교통은 환승할인제 및 무료환승제를 시행하고 있다. 시내버스와 시내버스 간, 혹은 마을버스와 마을버스 간에는 무료로 환승할 수 있게 하고, 시내버스와 도시철도 및 마을버스 간에는 환승요금을 추가로 지불하도록 하고 있다.
환승은 시내버스 · 도시철도 · 마을버스 간, 혹은 버스와 버스, 마을버스와 마을버스 간 환승시 요금을 할인해 주는 제도를 이야기한다. 따라서 도시철도에서 하차한 뒤 도시철도로 승차하는 경우 환승 할인에 해당하지 않으며, 이는 기술적 문제와 함께 다른 지역의 환승에도 해당되는 부분이다. 특히 교통카드를 이용한 경우에만 환승이 가능하고, 2인 이상이 하나의 교통카드로 이용하는 경우 등 운전기사의 단말기 조작이 있는 경우 환승이 불가능하다. 따라서 다수인의 태그를 한 뒤 마지막으로 1인이 태그를 해야 환승이 가능하다.
환승은 2회까지 가능하므로 최초 탑승을 포함해 총 3회까지의 승차가 가능하다. 또한 선 교통수단의 하차단말기 접촉 후 30분 이내에 승차해야 환승할인이 적용된다. 다만 배차간격이 긴 일부 노선의 경우 60분으로 환승 시간이 연장된다. 이러한 조건이 충족된 뒤에는 이용한 교통수단의 최고 요금을 지불하도록 되어 있다.
2015년 7월 1일부로 환승요금이 폐지되었으므로 각 교통수단을 이용할 경우 이용한 교통수단 중 최고 운임의 요금만을 지불하면 된다. 먼저 일반버스 · 급행버스 이용 후 일반버스, 도시철도, 마을버스를 이용하는 경우 무료로 환승이 가능하며, 일반버스를 이용한 후 급행버스를 이용하는 경우 성인은 500원, 청소년은 550원, 어린이는 850원을 추가로 지불하고 도시철도를 이용후 급행버스 이용시 성인 500원, 청소년 400원, 어린이 600원을 추가 지불하면 된다. 마을버스도 무료 환승이 적용된다.
현재 부산시는 부산-김해경전철, 김해버스, 양산버스와 도시철도, 시내(급행)버스, 마을버스간 광역환승을 시행하고 있으며 광역환승시에는 탑승했던 가장 비싼 교통수단 요금에 광역환승요금 성인 500원, 청소년 260원 어린이 130원을 추가 지불한다.
도시철도 2구간 요금은 별도로 지불하며 이 경우 탑승했던 가장 비싼 교통수단 요금에 성인 200원, 청소년 150원, 어린이 100원을 추가 지불한다.

## 철도

### 도시철도

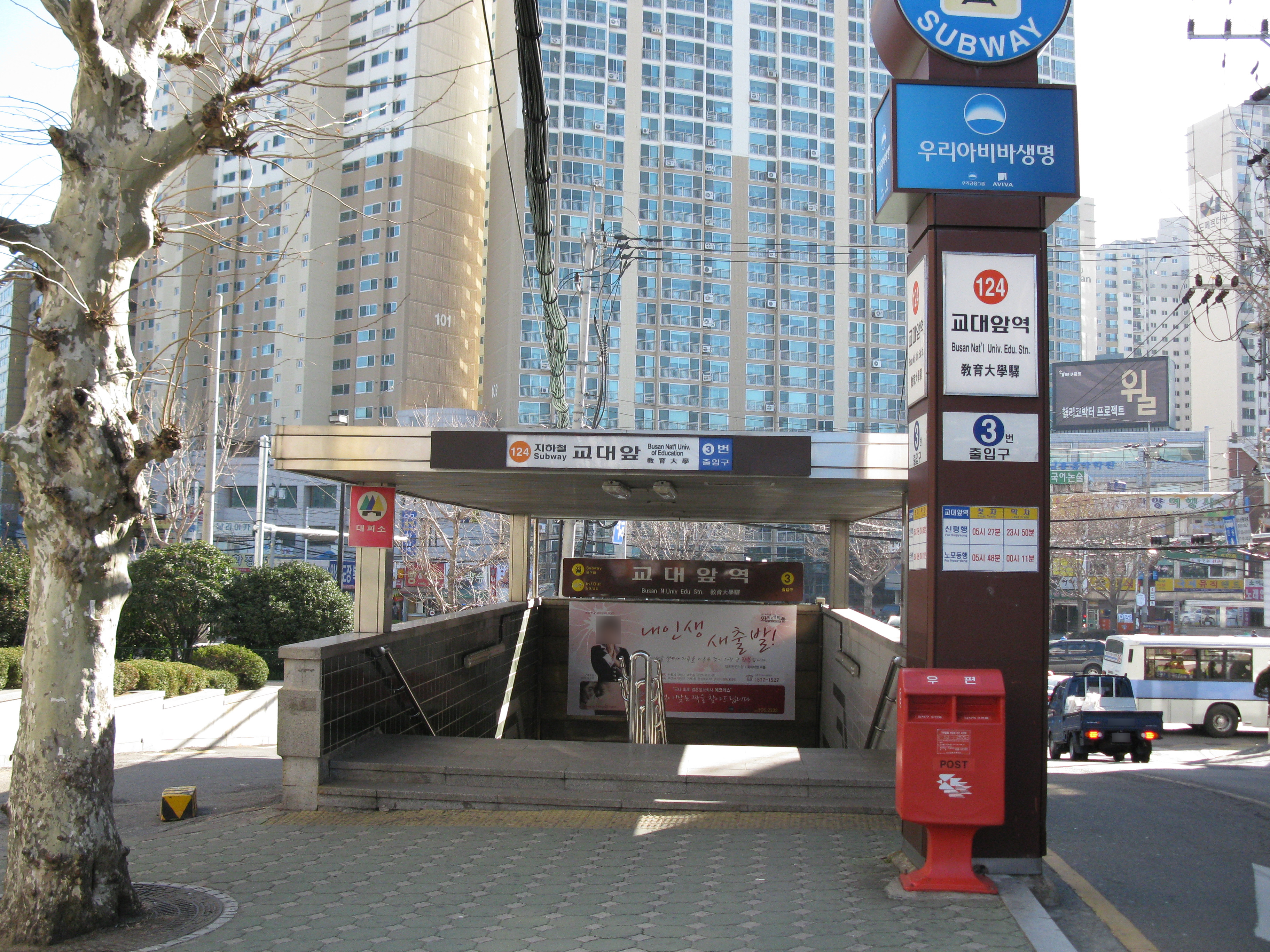
1호선 교대역의 출입구

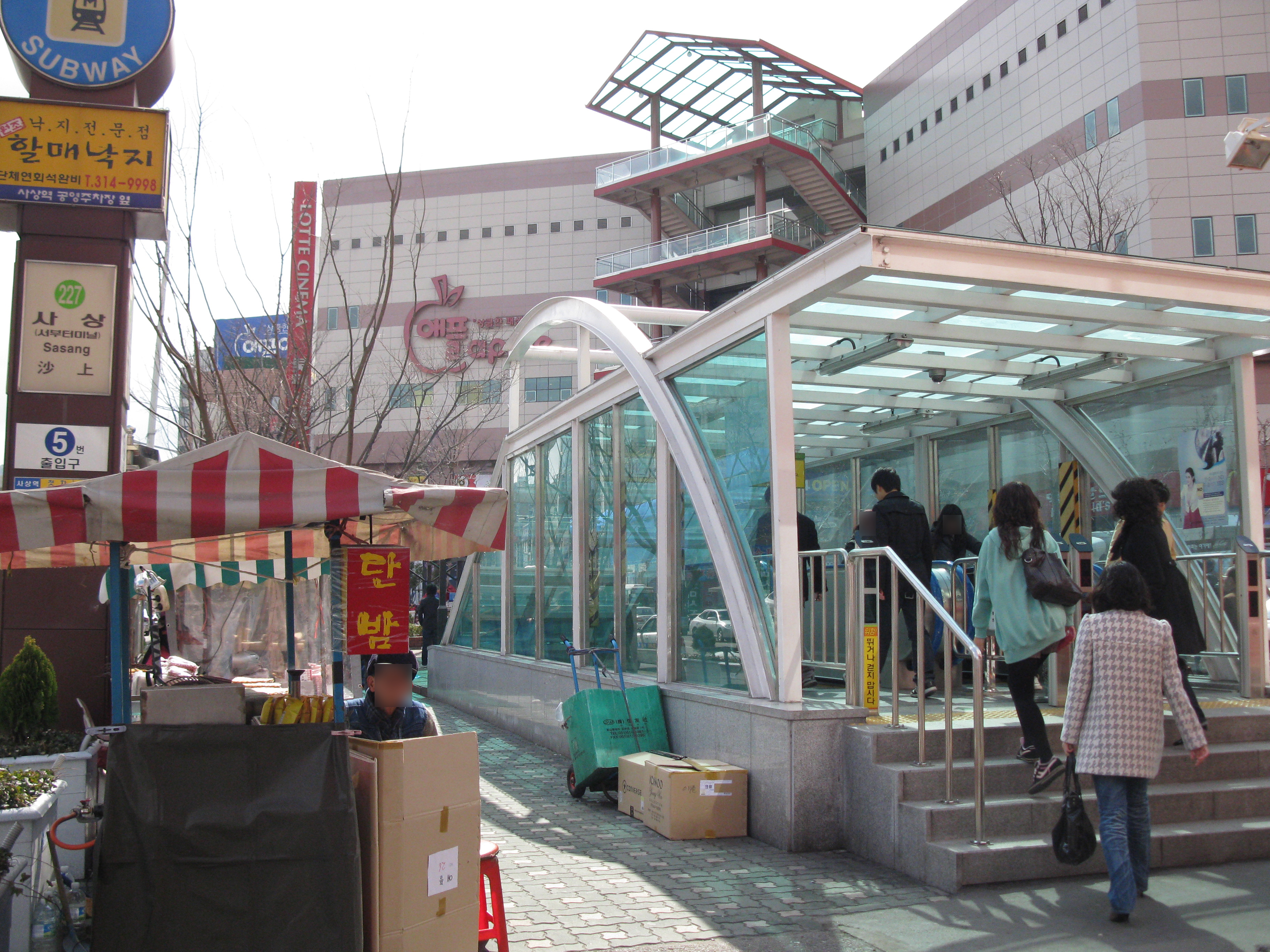
2호선 사상역의 출입구

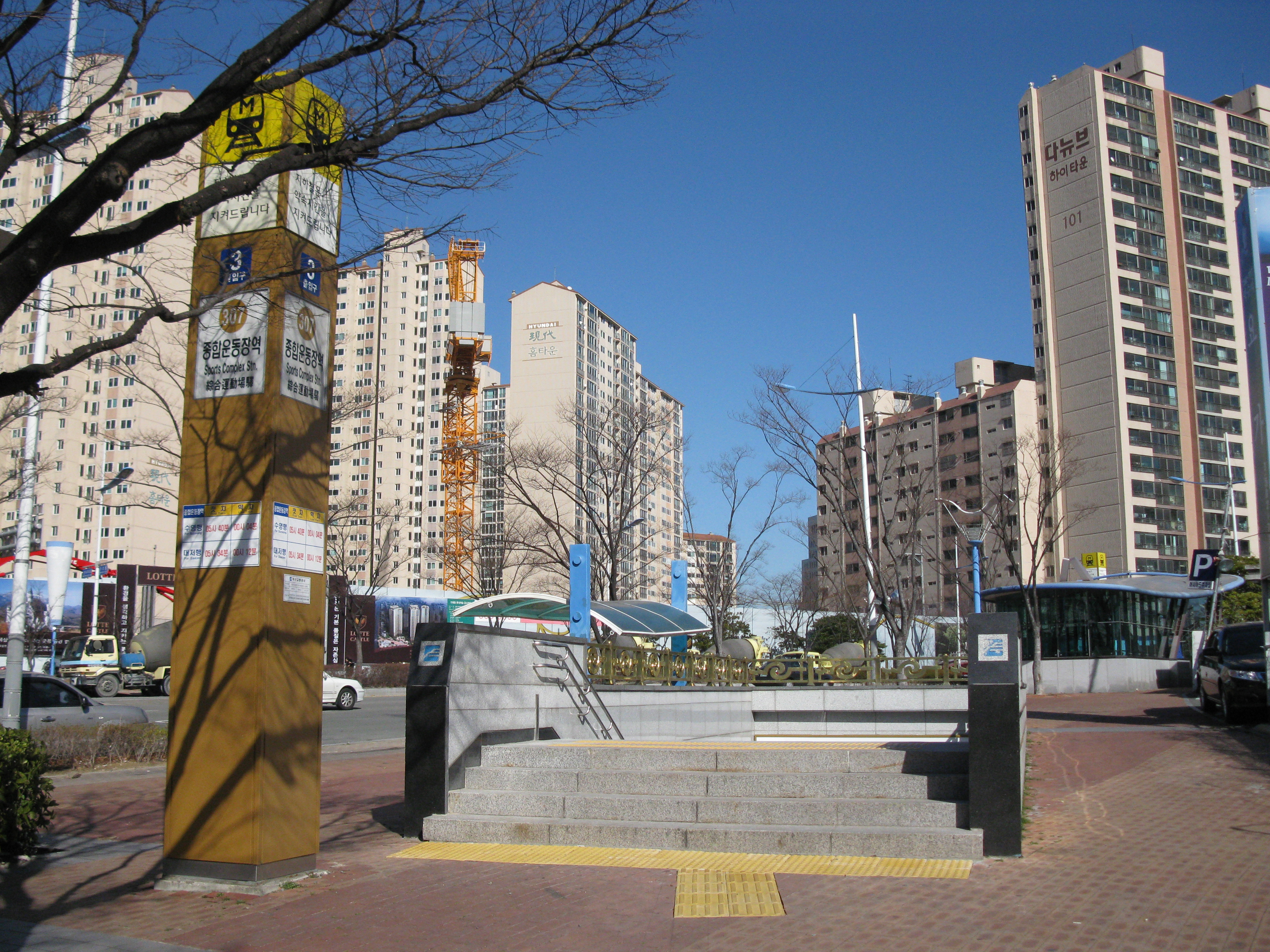
3호선 종합운동장역

부산광역시의 도시철도는 1985년 7월 19일에 범어사역에서 범내골역까지의 구간을 개통하면서 최초로 영업을 시작하였다. 현재는 부산교통공사에서 1~4호선을, (주)부산-김해경전철에서 부산-김해경전철을 운영하고 있으며, 비수도권의 도시철도로는 가장 많은 승객이 이용하고 있다.
서울특별시에 전철과 도시철도의 건설이 진행 중인 즈음, 부산광역시도 인구가 폭증하여 도로교통의 정체가 심각하였다. 일제강점기부터 부설되어 있던 전차가 철거되고, 시내버스와 자가용의 이용이 늘면서 도로교통의 상황이 더욱 열악해졌던 것이다. 따라서 부산광역시에도 도시철도의 건설이 계획되었으며 1981년에 동래지역과 서면, 남포동 등지를 지나는 부산 도시철도 1호선 착공하여 서울 지하철 3호선과 4호선이 개통한 1985년에 개통하게 되었다.
그런데 1호선의 계획과 착공 당시에 이미 5호선까지의 도시철도 계획이 수립된 적이 있다. 2호선은 현재의 2호선과 유사한 것이지만, 3호선은 당시 계획되었던 해상신도시와 부산역을 잇는 노선이었으며 5호선은 사상역과 가덕도를 잇는 노선이었다. 그러나 IMF구제금융사태로 인해 해상신도시 계획이 무산되자 3호선 계획은 폐기되었고, 5호선은 사상-가덕 경전철로 대체되었다. 4호선은 현재의 3호선과 유사한 노선이었으며 3호선으로 계승되어 현재에 이르고 있다.
한편 1호선 개통 이후 해운대 신시가지 주민들의 교통 편의와 동서간 도시철도의 필요성이 제기되어 부산 도시철도 2호선을 착공, 개통하였으며 1, 2호선의 연계와 강서, 아시아드 주 경기장 등지의 교통 편의를 위해 3호선이 운영중이다. 현재는 양산 지역 주민들의 통근, 통학 편의를 위한 2호선의 양산연장이 개통되었다. 또한 서동, 반송동 주민들의 편의를 위한 부산 도시철도 4호선이 개통되어 운영중이며 더불어 김해 지역 주민들의 통근, 통학 편의를 위한 김해경전철이 운영중이다.
이러한 부산광역시의 도시철도는 부산의 주요 지역을 오가도록 건설되어 있으므로 다른 지역의 도시철도와는 달리 산을 둘러 돌아가는 형태를 보이고 있다. 따라서 직선거리는 얼마 되지 않는 지역임에도 산을 돌아서 지나가 이동에 불편한 경우가 있다. 그러나 상시 도로가 정체되는 구간이 많아 다른 비수도권 지역에 비해 도시철도 이용량이 많은 편이며 속속 개통되는 노선에 의한 네트워크 효과로 도시철도의 이용량이 꾸준히 증가하고 있다.
가장 먼저 개통한 1호선은 대한민국에서 네 번째로 건설된 도시철도이자, 수도권을 제외한 지역에서 최초로 건설된 도시철도이다. 서울 3호선이 최초 개통한 지 일 주일 뒤인 1985년 7월 19일에 개통하였으며 현재도 수도권을 제외한 지역에서 가장 많이 이용하는 도시철도 노선이다. 1호선의 노선은 금정구 노포역에서 출발하여 동래, 서면, 남포동을 지나 사하구 신평역까지 이어지는 32.8 km 구간이다.
1호선은 부산에서도 가장 번화한 구간을 지나기 때문에 출퇴근 시간에는 꽤 혼잡한 편이며, 도시철도역을 중심으로 상권이 꽤 발달해 있다. 대표적으로 부산대학교 앞이나 동래역 앞, 서면, 남포동, 하단 등을 꼽을 수 있다. 현재 신평역에서 다대포까지 이어지는 연장 계획이 확정되어 현재 건설중이다.
또한 2호선은 부산에 건설된 두 번째 도시철도이자, 수도권을 제외한 지역에서 세 번째로 건설된 도시철도이다. 1999년에 개통하였으며 해운대 장산역을 출발하여 해운대역, 수영교차로, 경성대학교, 서면, 주례, 사상, 화명동을 지나 경상남도 양산시 양산역까지 운행한다.
2호선은 1호선에 비하면 이용객 수는 적은 편이나 동서를 이어주는 간선축으로 중요하게 기능하고 있으며, 양산선의 개통으로 수도권을 제외하고 최초로 타 지역까지 운행하는 도시철도가 되었다. 또한 장산역에서 송정까지 연장하는 계획을 가지고 있다. 2호선은 수도권이 아닌 지역의 노선으로서는 가장 긴 총연장을 자랑하기도 한다.
네트워크 효과를 염두에 두고 건설된 3호선은 수영역에서 연산동, 거제리, 미남교차로, 만덕, 덕천교차로, 구포를 지나 대저역까지 이르는 노선으로, 1 / 2호선의 연결을 도와주며 부산을 井자로 연결하는 노선이다. 직접 3호선 개찰구로 승하차하는 승객의 수는 적지만, 환승 연계로 인한 수요가 많아 꽤 혼잡한 노선이다.
4호선은 부산광역시 동래구 온천동 미남역에서 기장군 안평역까지 10.8km에 이르는 부산교통공사의 무인경전철 노선으로, 동래, 반송 구간의 교통정체 해소를 목적으로 하였으며 개통되면서 기장 지역이 도시 철도의 혜택을 받을 수 있게 되었다. 또한 4호선은 대한민국 최초로 운행을 시작한 경전철이다.
부산-김해경전철은 부산광역시 사상구 사상역과 경상남도 김해시 삼계동을 잇는 총 연장 23.455km의 광역전철이다. 또한 대한민국에서 가장 먼저 추진된 경전철노선이고 광역전철, 도시철도, 공항철도의 역할을 수행한다.

### 경부선과 경부고속선
부산광역시는 경부선의 개통 이후 철도교통의 중심지로 기능해 왔다. 현재는 경부고속선, 경부선, 동해남부선, 경전선의 간선철도와 가야선, 우암선, 부전선의 지선철도가 운영중이며 도심에 위치한 부산역, 부전역, 구포역 등은 이용객이 전국 수위를 달리는 중심역으로 기능하고 있다.
가장 먼저 부산에 부설된 경부선은 1905년 1월 1일에 정식으로 영업을 개시하였으며, 초기에는 현재의 부산역인 초량역과 부산진역이 운영되었다. 당시 구포역은 운전간이역으로 영업을 시작하였다. 1908년 4월 1일에는 경부선이 현재의 2부두 근처까지 연장되어 부산역의 이름을 달고 임시역사에서 영업을 시작하게 되었으며 경부선의 기점이 부산역까지 연장되었다.
시간이 흐르면서 일제강점기에는 일본과의 연계교통을 위한 부관연락선이 운행하기 시작하였고, 부관연락선을 탈 수 있는 1부두 근처의 잔교까지 경부선을 연장하여 1913년 4월 1일, 부산잔교역을 개업하여 운영하였다. 또한 1921년 2월 11일에는 사상역이 준공되어 보통역으로 영업을 시작하였다. 1934년에는 구포역이 정식으로 준공되어 운영을 시작하였으며 해방 이후 부산잔교역을 폐업하였다.
그리고 초량역은 1963년 구획정리사업으로 폐역되고 새 역을 짓기 위해 부산역은 부산진역에 업무를 통합해 영업하게 되었으며 1967년에 부산역이 옛 초량역 자리에 준공되면서 영업을 시작해 현재의 틀을 갖추게 되었다. 또한 부산역은 경부고속선의 개통에 맞추어 역사를 리모델링하고 일반열차 외에 KTX도 운행하는 고속철도역으로써 기능하게 되었으며, 구포역에도 KTX가 정차하여 부산지역에는 KTX가 두 역에 정차하게 되었다.
경부선 부설 초기에는 초량역에서 서대문역까지 17시간 4분이 걸렸으며, 1905년 5월에 직통급행열차가 개통되어 13시간 45분에 이동할 수 있게 되었다. 또한 1908년에는 융휘호가 개통되어 11시간만에 서울까지 이동할 수 있었다. 일제강점기에는 일본식 명칭이 붙은 열차가 운행되어 히카리가 1935년에 삼랑진역, 대구역, 김천역, 대전역, 천안역, 용산역에만 정차해 7시간 45분, 노조미가 이 외에 조치원역, 수원역, 영등포역에 추가 정차해 7시간 50분에 달리게 되었으며, 1936년 말에는 특급열차인 아카스키가 개통되어 대전역과 대구역만 정차하고 6시간 45분만에 서울역까지 도착할 수 있게 되었다.
이후에는 통일호가 1955년에 9시간만에 서울까지 닿는 특급열차로 운행되었으며, 1957년에 7시간으로 운행시간이 단축되었다. 또한 1960년에는 무궁화호가 6시간 40분만에 서울까지 이동했으며 1962년에 재건호가 개통되어 6시간 10분만에 달릴 수 있게 되었다. 월남파병을 기념한 맹호호는 1966년에 서울까지 5시간 45분만에 이동해 6시간의 벽을 깼고, 1967년에 비둘기호가 운행되기 시작하였다. 1969년에는 관광호가 서울까지 4시간 45분만에 이동할 수 있었으며 이 열차는 1974년에 새마을호로 명칭이 변경되었다. 새마을호는 1983년에 4시간 40분으로, 1985년에 4시간 10분으로 점차 운행시간이 단축되었다.
한편, KTX의 개통으로 부산지역의 철도역에도 고속열차가 운행되기 시작해 서울역까지 2시간 40분만에 이동할 수 있게 되었으며 한국철도공사는 대구에서 부산역까지의 신선이 개통되는 2010년에 2시간 10분까지 이동하는 것을 목표로 하고 있다.

### 동해선

현재 운영되는 동해선 구간

동해선은 부산진역에서 경상북도 포항시 포항역을 잇는 143.2km의 단선 철도 노선이다. 부산의 시내 주요 지역을 경유하며, 울산광역시와 경상북도 경주시, 포항시 등 동남권 주요 도시를 연결한다. 한때 부산 도심과 해운대, 송정, 기장 등지를 연결하는 동서통근열차와 도시통근열차가 이 노선을 위주로 운행하여 부산 도심과 부도심을 빠르게 연결한 바 있는데, 선형이 유사한 도시철도 2호선이 개통되면서 폐지되어 현재는 운행하지 않는다. 오랜 역사를 통해 도시 내부, 외부의 연결을 이어왔으며 승강장만 남아 있는 무배치간이역부터 일제시대에 지어진 보통역까지 다양한 형태와 크기의 철도역이 남아있는 노선이기도 하다.
일제강점기인 1918년 10월 31일, 조선경북동부철도라는 회사의 사철 철도 노선으로 경상북도 경주와 포항 사이를 협궤(762mm)로 개통하면서 시작되었으며 이후 조선총독부에서 인수하여 동해선을 건설하고자 함경북도 원산과 부산 사이의 노선으로 계획을 확장하였다. 이에 표준궤(1,435mm)로 개궤, 확장하여 1935년 12월 16일 부전역과 부산진역까지 연결되었고 이로써 부산 지역에도 동해남부선이 개통되었다. 한참 뒤인 1990년대 초반에는 경상남도 울산시의 시내 팽창으로 시내 구간이 근교로 이설된 것 외에는 이렇다할 변화 없이 지속되었다.
일제강점기 한반도에 건설된 노선의 대부분이 그렇듯, 동해선도 동해안의 석탄과 목재, 광물, 해산물 등을 일본으로 반출하기 위해 일본제국 본토로 이어지는 부산과 함경선의 연결을 계획하였다. 광복 당시 함경선은 함경남도 원산시와 청진시를 한반도 최북단의 온성군과 이어지는 노선으로 동해선이 완전 개통되었을 경우 한반도 동쪽을 철도로 종단하는 선로가 이어졌을 것이나, 1919년 개통된 학산역 이남까지는 연결에 성공하였음에도 불구하고 갑작스런 광복으로 계속 건설되지 못했다. 이 계획에 의해 1940년, 학산역에서 북쪽으로 흥해역까지 연장을 착공한 바 있으며 현재는 동해중부선 공사를 착공하여 동해북부선과 연결을 계획하고 있다.
일제강점기를 시작으로 오랜 역사를 지니고 있고, 산을 끼고 있는 지역 특성상 노선의 선형이 복잡하다. 또한 다른 간선 노선과 달리 단선으로 되어 있어 열차의 표정속도가 낮으며 운행에 장시간이 소요되고 있다. 따라서 현재는 노선 대부분을 복선화 및 전철화하는 사업이 진행 중에 있으며, 특히 시내 주요 지역을 경유하고, 대도시권을 연결하고 있어 부전역에서 울산광역시 남구 태화강역 사이의 복선전철화 사업이 완료되면 도시철도와 유사한 전동차를 운행하여 부산광역시의 도심 사이와 인접 대도시인 울산광역시를 잇는 광역전철로 기능을 하게 된다. 현재는 부산 동부 해안을 따라 우동에서 해운대해수욕장, 달맞이고개, 송정해수욕장 인근을 운행하던 선로는 폐지되었고, 해운대신도시 북쪽으로 이설된 노선을 개통해 운영하고 있다.
동해남부선 복선전철은 부전역에서 출발하여 울산광역시 남구 삼산동에 위치한 태화강역까지 65.7 km, 23개 역으로 연결되는 전철 노선이다. 약 87분이 소요될 예정이며 서면, 동래, 해운대, 송정, 기장 등을 지나 울산광역시 시역에 있는 남창, 덕하 등 시가지를 연결한다. 특히 남문구역에서는 3호선과, 교대역에서는 1호선과, 우동역에서는 2호선과 환승이 가능하여 부산 각 지역과 연결될 예정이다. 2호선이 송정역까지, 4호선이 기장역까지 연장되면 이들과의 환승도 가능하게 된다. 현재는 서면 인근에 위치한 부전역에서 종점을 연장하여 부산역까지 운행하는 것을 부산광역시와 협의중에 있으며, 성사되면 부산역에서 해운대역까지의 이동 시간이 단축되어 시내 급행열차의 역할을 하게 될 것이다.

## 항공
- 국내선

강서구에 있는 김해국제공항 국내선청사에서 김포, 제주, 양양 등에 취항한다.
- 국제선

일본(도쿄, 오사카, 후쿠오카), 중국(베이징, 항저우, 상하이, 칭다오, 선양, 광저우), 미국(괌), 독일(뮌헨), 홍콩, 싱가포르, 베트남(하노이, 호치민), 태국(방콕), 필리핀(마닐라, 세부), 라오스(비엔티안) 등으로 가는 국제선 비행기 편이 있다. 또한, 요즘은 러시아(블라디보스토크)로 가는 비행편도 추가 신설되었다. 지리적으로 남쪽에 위치하기 때문에 동남아나 일본 지역은 인천보다 훨씬 가깝기 때문에 비행 시간이 더 짧다.

## 해운

#### 항만 & 선박

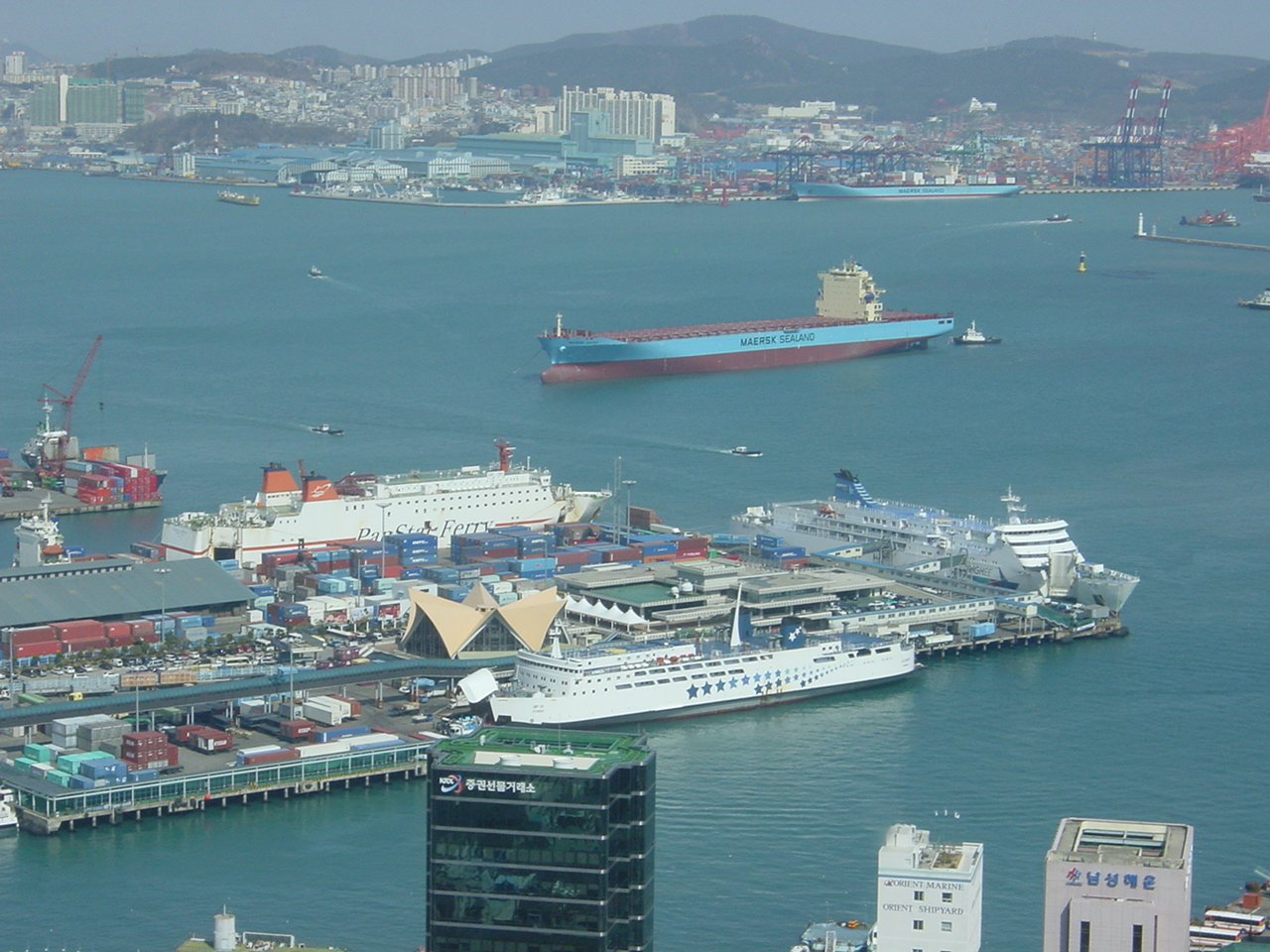
부산항

가덕도 종합개발은 1996년부터 2011년까지 사업비 7조 780억원(신항만 5조 5,898억원, 배후도시 1조 4,882억원) 총 551만 평(신항만 257만 평, 배후도시 294만 평)의 규모로 신항만, 국제업무, 물류기지, 배후수송망 등을 개발하는 사업을 말한다.

##### 국제여객터미널
부산항 국제여객터미널에서 일본 시모노세키, 후쿠오카, 오사카를 일본 국적과 한국 국적의 여객선이 왕복한다. 뉴카멜리아, 코비, 부관훼리, 팬스타가 정기적으로 왕복을 한다.

##### 연안여객터미널
연안여객터미널에서 제주도를 오가는 정기적인 배편과 대마도를 오가는 정기적인 배편이 있다.
영도구 대평동과 중구 남포동을 잇는 영도 도선, 진해 용원과 강서구 가덕도를 잇는 도선, 중앙동을 출발하여 태종대, 오륙도, 광안대교를 거쳐 해운대 미포선착장으로 가는 유람선, 용호동과 오륙도를 잇는 유람선, 태종대와 오륙도를 왕복하는 태종대 유람선 등이 운항중이다.

## 도로

### 시내도로
부산광역시의 도로는 도시구조상 중간중간 산이 솟아있는 지형적 특성에 의해 평지를 중심으로 집중되어 있는 것이 특징이며, 산을 관통하는 터널과 강, 바다를 건너는 교량이 발달되어 있다. 또한 도로로 집중되는 교통난을 해소하기 위한 고가도로도 발달해 있다. 이들 터널이나 교량, 고가도로는 대개 민자로 건설되어 통행료를 징수하고 있으며 수익금이 모두 회수된 경우 통행료 징수를 폐지하고 무료로 개방하기도 한다.

### 도시고속도로
도시고속도로는 번영로와 동서고가로 등 총 다섯 개가 있다. 가장 먼저 개통된 것은 번영로이며, 1981년부터 운영되고 있다.
먼저 제1도시고속도로로도 불리는  번영로는 부산광역시도 11번으로 지정되었으며 금정구 구서동의 구서 나들목에서 출발하여 충장고가도로 종점인 동구 4부두까지 이어지는 총 연장 15.7km의 도시고속도로이다. 이 도로는 경부고속도로와 더불어 아시아 고속도로 1호선의 일부이기도 하며, 이 도로를 통해 경부고속도로와 일본(카페리 이용)을 잇는다. 이 도로는 민자로 건설되어 유료도로였으며, 투자금이 모두 회수된 2004년에 무료화되어 현재 무료로 이용할 수 있다.
또한 제2도시고속도로로도 불리는  동서고가로는 부산광역시도 22번으로 지정되었으며 사상구 감전동의 감전램프와 남구의 8부두를 잇는 총 연장 10.9km의 도시고속도로이다. 번영로와 같이 유료도로였으며, 2009년에 무료화되었다. 관문대로와 함께 항만물동량의 처리에 유용한 도로이며 항시 정체가 이어지는 구간이다.
 관문대로는 제3도시고속도로로 불리는 도로이며, 부산광역시도 33번으로 지정되었다. 동구 5부두와 사상구 삼락 나들목을 연결하며 총 연장은 10.8km이다. 백양터널과 수정터널을 지나 부두와 고속도로를 빠르게 연결하며 개금이나 사상과 부산역 인근을 짧게 잇는 도로이다. 백양터널과 수정터널은 유료구간이다.
수영과 해운대를 잇는  장산로는 부산광역시도 77번으로 지정되었으며, 수영구 남천동 도시가스삼거리와 해운대구 좌동지하차도를 잇는 도시고속도로이다. 이 중 광안대교는 유료구간이다. 또한  회정로는 부산광역시도 81번으로 지정된 도시고속도로이며, 금정구 회동동에서 기장군 정관읍을 연결한다.
부산과 거제를 잇는 거가대로는 경상남도 거제시 연초면과 부산광역시 강서구 녹산동을 이으며, 부산 최초로 시외와 직접 이어지는 도시고속도로이다. 또한 부산 도시고속도로 최초로 가덕도에 휴게소가 설치되었다.
신정관로는 기장군 정관읍에서 장안읍을 잇는다. 지방도 제1030호선 구간인 남해안대로는 창원과 부산 지사동을 이으며, 아직 완공되지 않았다.

### 시외도로

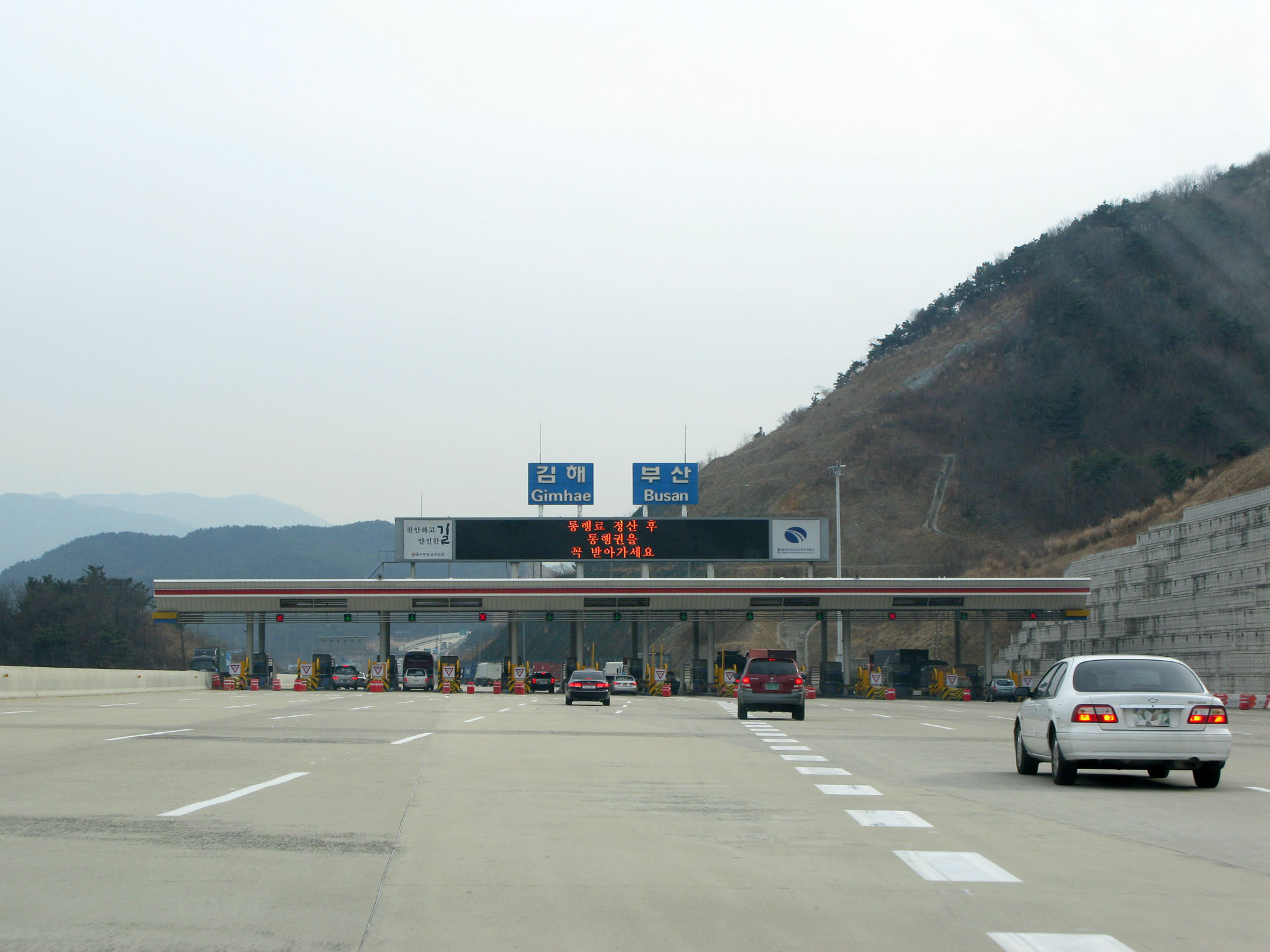
대구부산요금소

부산광역시는 동남권 최대의 도시로 예부터 한양 등 이북 지방으로 이어지는 교통의 시발점이 되어왔다. 현재 경상남도와 울산광역시, 대구광역시를 잇는 고속도로 및 국도의 시발점이 되고 있다.

#### 고속도로
고속도로는 총 여섯 개 노선이 지나고 있으며, 모두 시종점의 역할을 하고 있다.
먼저  경부고속도로는 1970년 7월 7일에 완공된 고속도로로, 부산 시역 내에는 1969년 완공되었다. 시역 안에 구서 나들목과 영락 나들목, 노포 나들목이 위치해 있다. 이들 나들목 중 노포 나들목만 요금을 징수하며 나머지는 금정구에 위치한 부산 요금소에서 요금을 징수하도록 하고 있다. 경부고속도로는 부산 구서 나들목을 기점으로 하고 있으며 이후 울산, 경주 등으로 이동할 수 있다. 경부고속도로의 경우 동래구, 금정구 지역에서 이용하기에 편리하며 구서 나들목을 빠져나오면 번영로와 중앙로 등을 통해 각 지역으로 빠르게 이동할 수 있다.
한편 경부고속도로는 노포 나들목에서 양산 나들목 방향으로 조금 더 이동하면 나타나는 양산 분기점에서 중앙고속도로지선과 접한다. 중앙고속도로지선을 통해서는 남양산, 물금으로 이동할 수 있는데, 이들 구간은 항시 정체될 정도로 교통량이 많다. 이후 부산 이북 지역으로 이동하는 노선들과 만나 각 지역으로 이동이 편리하다.
또  남해고속도로는 부산광역시에 위치한 고속도로로는 몇 안 되게 종점을 위치하고 있는 노선이다. 덕천 나들목을 종점으로 하며, 동래구 및 북구 지역에서 가장 빠르게 이용할 수 있는 노선이기도 하다. 요금은 강서구에 위치한 북부산 요금소에서 징수하며, 이후 김해, 창원, 진주 등을 거쳐 순천, 목포 등의 호남 지역으로 이동할 수 있다. 부산 시역 내에는 덕천 나들목, 대저 분기점, 북부산 요금소가 위치한다.
남해고속도로를 통해서는 대저 분기점에서 중앙고속도로와 접하여 물금 및 남양산으로 이동할 수 있으며 경부고속도로나 중앙고속도로를 이용할 수 있다. 남해고속도로의 부산시 구간은 창원시 및 양산시와 김해시와의 통근 차량이 몰려 출퇴근 시간에 무척 정체가 심하다. 만덕터널을 통해 부산광역시의 각 지역으로 이동하기에 편리하기 때문이다.
한때 부마고속도로로 불렸던  남해고속도로제2지선은 사상 나들목을 종점으로 경상남도에 위치한 냉정 분기점에서 남해고속도로와 연결되는 고속도로이다. 사상 나들목에서 동서고가로에서 접하며 서부산 나들목에서 공항로와 접한다. 서부산 나들목과 사상 나들목에서는 요금을 징수하지 않고, 서부산 요금소에서 요금을 징수한다. 가락 나들목에서는 강서구로의 이동이 수월하다.
 중앙고속도로는 부산광역시 지역 내에 삼락 나들목과 김해공항 나들목, 대저 분기점이 위치하고 있다. 중앙고속도로를 통해서는 대저 분기점에서 남해고속도로와 접해 창원시, 진주시, 순천시 등 경남 지역과 호남 지역으로의 연결이 수월하며 대동 분기점에서 중앙고속도로지선과 접해 대구광역시와 양산시, 울산광역시 등으로 이동이 수월하다. 김해시에 위치한 대동 요금소에서 요금을 지불하면 삼락 나들목과 김해공항 나들목에서는 요금을 지불하지 않아도 된다.
중앙고속도로와 접하는  중앙고속도로지선은 부산광역시의 시역 내에 위치하는 노선은 아니지만 중앙고속도로 및 남해고속도로, 남해고속도로제2지선을 이용한 경우 경부고속도로와 접속하기 위해 이용하는 노선이다. 부산광역시에서의 이용이 용이하며, 대구광역시 및 대전광역시, 서울특별시로의 이동이 편리하다. 울산광역시로 이동하기 위해서는 양산 분기점에서 경부고속도로를 이용할 수 있다.
한편  동해고속도로의 부산-울산 구간은 중앙고속도로 대구-부산 구간과 함께 부산광역시에 위치한 민자고속도로이며 동부산 지역에 위치한 유일한 고속도로 노선이다. 종전까지 해운대, 수영 등 동부산 지역에서 포항시, 경주시, 울산광역시 및 기장군 지역으로 이동하기 위해서는 국도를 이용하거나 서부산 지역의 고속도로, 서울산 지역의 고속도로 등 고속도로를 이용하는 등 무척 오랜 시간을 걸려 이동해야 했으나 이 노선의 개통으로 동부산 지역에서 울산광역시와 경주시 그리고 포항시로의 이동이 수월해졌다. 이 노선으로 부산광역시 센텀시티 및 해운대 지역의 상권이 활발해지는 등의 효과가 있었다.

#### 국도
부산 지역에는 총 다섯 개의 국도가 경유하고 있다.
 국도 제2호선은 신안 ~ 부산선으로도 불리는 노선으로, 남해안권 도시를 잇는 주요 노선이다. 전라남도 신안군을 출발한 이 노선은 진주시, 창원시 등을 거쳐 강서구 녹산동 녹산공단 주변을 통해 부산광역시 시내에 진입하며 하단, 충무동, 부산역 등을 지나 서면 교차로까지 연결된다.
국도 제7호선

#### 아시안 하이웨이

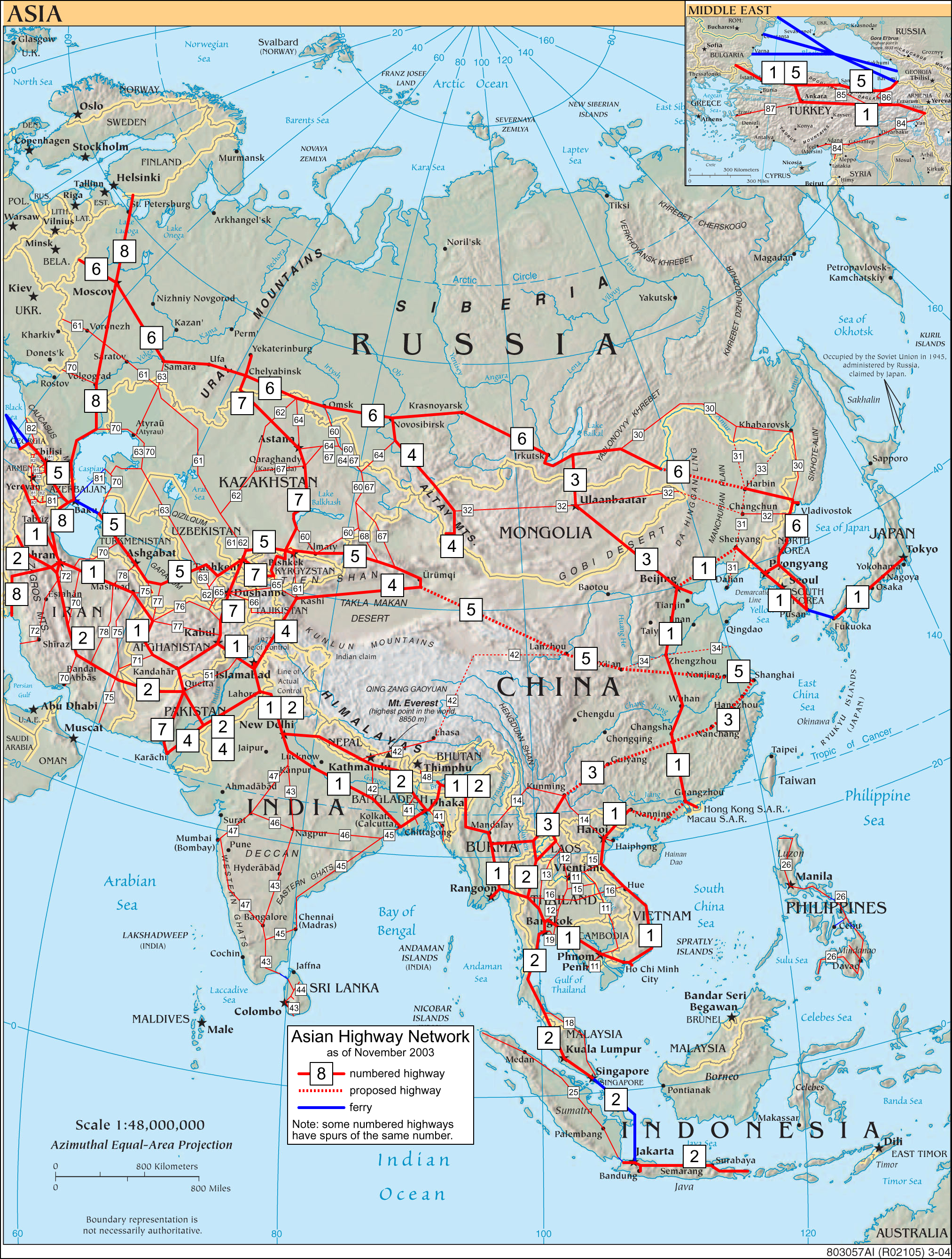
전체 노선도

부산 지역에는 아시안 하이웨이의 노선 두 개가 지난다. 아시아 고속도로 1호선과 아시아 고속도로 6호선이 있으며, 이들은 금정구에서 합류·분기한다. 아시아 고속도로 1호선은 일본에서 카페리를 통해 부산국제여객터미널에 이른 후 충장대로, 번영로(부산 제1도시고속도로), 그리고 경부고속도로를 따라 불가리아로 이어지며, 아시아 고속도로 6호선은 중앙대로의 시점과 동일한 옛시청교차로에서 시작하여 중앙대로, 거제대로, 금정로, 그리고 웅상대로를 거친 후 국도 제7호선을 따라 러시아를 거쳐 벨라루스로 향하게 된다.
참고로 아시아 고속도로 1호선의 종점인 불가리아 국경선에서는 유럽 고속도로 E 80을 따라 세르비아, 이탈리아, 프랑스, 스페인을 거쳐 포르투갈의 리스본에 이르며, 아시아 고속도로 6호선의 종점인 벨라루스 국경선에서는 유럽 고속도로 E 30과 연결되어 폴란드, 네덜란드, 영국, 아일랜드로 직결된다.
경부고속도로 노포 나들목에서 직접 합류ㆍ분기하며(불가리아 방향으로만 진ㆍ출입 가능), 구서 나들목에서 1 km 정도 달리면 아시아 고속도로 1호선(불가리아 방향, 일본 방향)에 진입할 수 있다.

## 교량

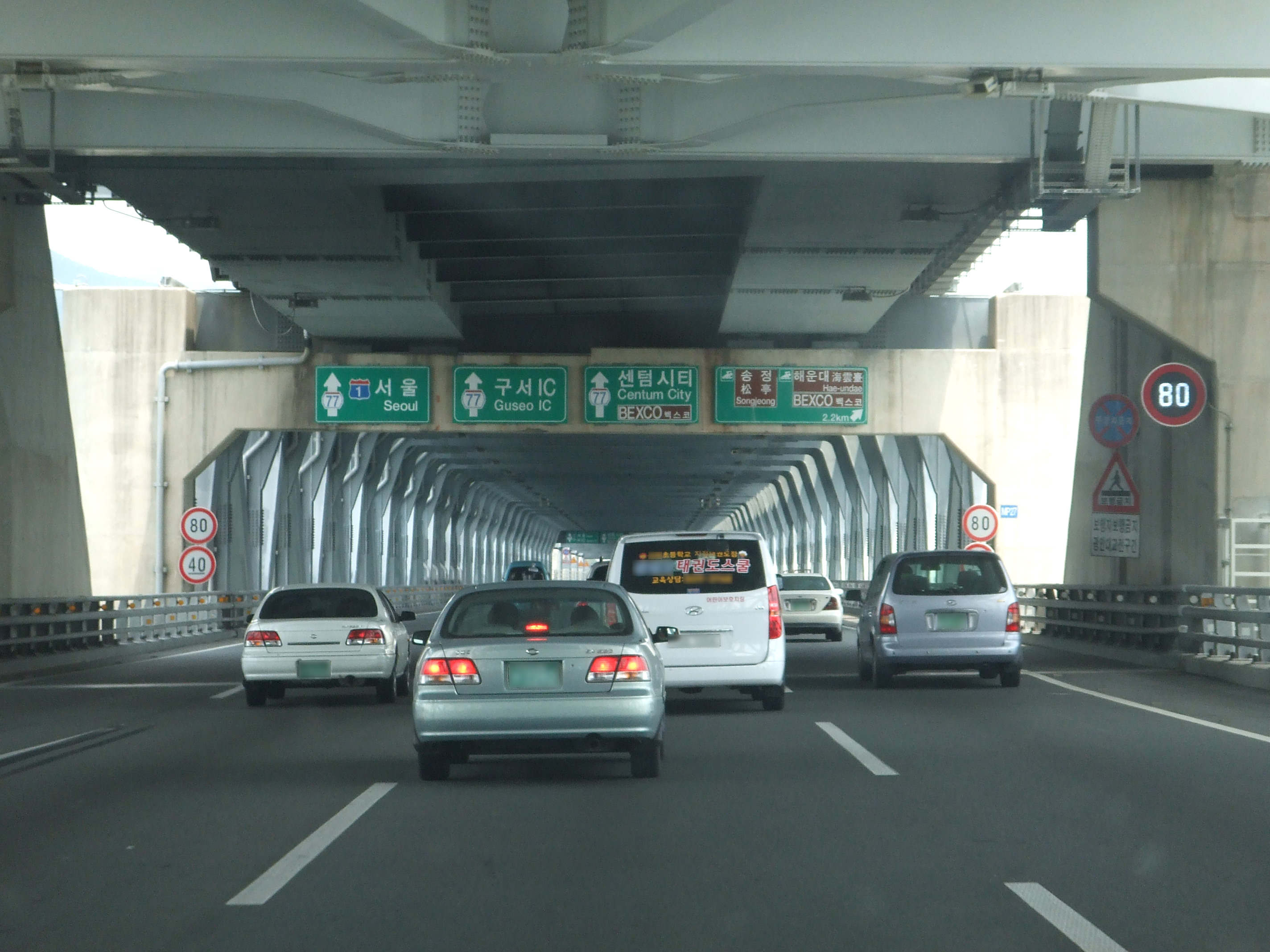
광안대교 1층의 모습

부산광역시는 낙동강과 동해, 남해를 접하는 지역적 특징으로 대규모의 교량이 여러 개 위치해 있다. 특히 낙동강을 가로지르는 다리와 내륙쪽으로 만입한 바다를 관통하는 다리가 발달해 있다.
먼저 광안대교는 내륙 쪽으로 만입해 있는 해안으로 인해 수영로가 굴절해 있어 이동에 시간이 걸리는 불편을 해소하기 위해 2002년 12월 완공된 다리이고 2003년에 개통되었으며 1층과 2층이 있다. 밤에는 조명이 들어오며 경관이 수려해 관광지로 잘 알려져 있다. 광안리해수욕장에서 광안대교의 전 구간을 바라볼 수 있다. 광안대교는 수영구 남천동과 해운대구 우동을 이어주며 총 연장 7,420m이다.
부산에서 가장 먼저 지어진 연륙교인 영도대교는 1934년 3월에 준공되었으며 2013년 2월 영도다리에서, 영도대교로 리모델링되었다. 부산 내륙과 영도를 잇는 길이 약 214.63m, 너비 약 18m의 다리이다. 6.25 전쟁을 피해 부산 방향으로 피란을 가던 사람들이 "부산 영도다리에서 만나자"를 약속으로 흔히 정했을 만큼 전쟁과 이산의 애환이 서려 있는 역사적인 다리이다. 특히 국내 최초의 일엽식 도개교로 하루 2 ~ 7차례 도개했으며 부산전차가 지나다녔다.
한편, 영도대교의 교통량이 많아 상시 정체를 겪자 새로운 대안으로 등장한 다리가 부산대교이다. 부산대교는 영도대교와 함께 부산 내륙(중구)과 영도를 잇는 길이 260 m, 진입 교가 600m, 너비 20 m의 다리로 옛 부산시청 인근에서 연결된다. 타이드아치(tied arch) 공법이 적용된 아치가 31 m 높이로 솟아있으며 예전에는 빨갛게 도색되어 있었으며 2008년 대 쯤에 도색이 하얀색으로 변경되었다.
영도와 내륙을 잇는 다리 중 가장 최근에 건설된 남항대교는 부산 내륙(서구)과 영도를 잇는 총 연장 1.8km의 다리이다. 기존 영도대교 노후에 따른 대체 교량의 건설의 필요성과 영도 동삼지구 택지개발 및 항만확충에 따른 물동량 처리를 위해 건설되었다. 남항대교의 내륙 방향은 향후 터널과 고가를 통해 부산신항 방향으로 이어질 예정이다.
구포대교는 낙동강을 통과해 강서구와 북구를 잇는 총 연장 약 950m의 다리이다. 비교적 짧은 다리지만 김해시나 낙동강 이서로 이동하는 데에 반드시 지나가게 되는 다리이다. 북쪽으로 100m가량 떨어진 곳에 구포철교가 있다.
구포대교 옆에는 구포교가 자리잡고 있는데, 이 다리는 흔히 구포다리로 불리는 것으로 부산광역시에서 가장 먼저 만들어졌다. 총연장 1,060m이며 너비는 40m가량이다. 개통된 당시 대한민국에서 가장 긴 다리라 하여 낙동장교라는 이름이 붙기도 했으며 한동안 부산에서 가장 긴 다리로 기록되어 있었다. 이전까지 나룻배로 지났던 것에 비해 그 시간이 획기적으로 단축되었고, 개통 후 구포 지역이 경부선과 경상남도 지역을 잇는 교통의 요지로 발달하게 되었다. 최근에는 노후로 인해 차량을 통제하다가 태풍 매미의 영향으로 일부 붕괴되었다. 따라서 상판을 들어내 철거하는 중이며 그 기능은 모두 구포대교가 맡게 되었다.
그리고 낙동대교는 구포대교와 함께 낙동강을 통과하는 남해고속도로제2지선의 총 연장 805m 교량이다. 강서구와 사상구를 잇는다.

## 터널
부산광역시는 도심 중간에 산이 여러 개 위치한 지형적 특성으로 인해 많은 터널이 위치하고 있다. 보통 민자로 유치되어 통행료를 징수하였으나 점차 투자금이 회수되어 무료통행인 터널이 많아졌다. 부산의 터널은 통행량이 집중되어 항시 정체 구간이 많은 편이다.
먼저 1973년에 개통된 제1만덕터널은 이전까지 동래에서 만덕, 덕천, 사상 방향으로 이동하기 위해 거제리, 진양삼거리 등을 둘러 이동해야 하는 불편을 해소하기 위해 만들어졌다. 그러나 제1만덕터널의 교통량이 급증하고, 진입로와 터널 내부가 협소하여 민자유치를 통해 제2만덕터널이 만들어졌으며 동래구 온천동 미남교차로에서 북구 만덕동 만덕교차로를 최단거리로 이을 수 있게 되었다.
제2만덕터널의 경우 총 연장 1,740m이며, 제1만덕터널과 달리 통행료를 징수하다가 2005년부터 무료화되었다. 동래 방향이나 만덕 방향 모두 항시 정체구간이며, 최근에는 부산 도시철도 4호선 공사로 인해 동래 방향의 차선이 더욱 혼잡해졌다.
유료도로인 백양터널 부산진구 당감동과 사상구 모라동을 잇는 길이 2,340m의 터널이다. 제3도시고속도로의 일부로 중앙고속도로와 연결되므로 항만 물동량 처리에 중요한 역할을 하고 있다. 이전까지는 당감동 근처에서 덕천동 방향으로 가기 위해서는 주례, 사상을 모두 거쳐가야 할 정도로 오랜 시간이 소요되었으나 백양터널의 개통으로 시간이 단축되었다. 중앙고속도로와 직결되어 창원, 대구, 울산, 양산 등지로 쉽게 이동할 수 있으며 민자유치로 건설된 유료터널로, 모라 근처에서 요금을 지불해야 한다.
또한 수정터널은 부산진구 가야동과 동구 좌천동을 잇는 길이 2,330m의 터널로 백양터널과 함께 관문대로를 연결한다. 동구 지역과 부산진구 지역은 산으로 막혀 있어 평시에 차로 30분 이상 걸리곤 했는데, 수정터널의 개통으로 소요시간을 10분 이하로 단축하였다. 가야 방향의 수정터널은 백양터널과 연결되어 사상, 덕천 및 중앙고속도로와 연결된다.
본래 영주터널로 불렸던 부산터널은 부산광역시에서 최초로 건설되었으며, 동구와 서구를 잇는 총 연장 660m의 터널이다. 또한 구덕터널은 한때 유료도로였으며 제1만덕터널 이후 지어진 부산의 터널이다. 사상구 학장동과 서구를 잇는다. 사상과 남포동 일대를 가장 빠르게 연결하는 터널이며, 하단을 경유하는 방향과 서면을 경유하는 방향에 비해 소요시간이 무척 단축된다. 현재는 무료화되어 통행료를 징수하지 않는다.
번영로상에 있는 터널중 문현터널 대연터널 광안터널 수영터널은 황령산과 금련산을 관통하여 혼잡한 도심을 거치지 않고 빠르게 이동할 수 있으며 오륜터널 회동동과 구서동을 곧바로 이어준다
부산광역시 연제구 연산동에 위치한 연산터널은 토곡을 거치지 않고 연제구와 수영구 망미동을 가장 빨리 연결해준다.